# Iran op de Olympische Zomerspelen 1988
Iran nam deel aan de Olympische Zomerspelen 1988 in Seoel, Zuid-Korea. In vergelijking met de vorige deelname werd een bronzen medaille minder gewonnen. 

## Medailleoverzicht
| Sport     | Olympiër           | Onderdeel             | Medaille |
| --------- | ------------------ | --------------------- | -------- |
| Worstelen | Askari Mohammadian | -57kg vrije stijl (m) | Zilver   |

## Deelnemers en resultaten
(m) = mannen, (v) = vrouwen 

### Atletiek
| Olympiër        | Discipline   | Resultaat | Prestatie |
| --------------- | ------------ | --------- | --------- |
| Nasser Babapour | marathon (m) | 93e       | 3:00.20   |

### Wielersport
| Olympiër                                                            | Discipline                    | Resultaat | Prestatie                   |
| Baan                                                                | Baan                          | Baan      | Baan                        |
| ------------------------------------------------------------------- | ----------------------------- | --------- | --------------------------- |
| Jalil Eftekhari                                                     | tijdrit (m)                   | 27e       | 1.11,683                    |
| Mostafa Chaichi                                                     | individuele achtervolging (m) | DNF       | kwalificatie: gedubbeld     |
| Jalil Eftekhari                                                     | puntenkoers (m)               | 29e       | serie 2: 14de met 13 punten |
| Weg                                                                 |                               |           |                             |
| Iraj Amirakhori                                                     | wegwedstrijd (m)              | 56e       | 4:32.56                     |
| Mohammad Reza Bajoul                                                | wegwedstrijd (m)              | DNF       | niet gefinisht              |
| Siamak Safarzadeh                                                   | wegwedstrijd (m)              | 93e       | 4:42.47                     |
| Mostafa Chaichi Abbas Esmaeili Mehrdad Safarzadeh Siamak Safarzadeh | ploegentijdrit (m)            | 23e       | 2:15.29,5                   |

### Worstelen
| Olympiër            | Discipline  | Resultaat   | Prestatie |
| Vrije stijl         | Vrije stijl | Vrije stijl | Vrije stijl |
| ------------------- | ----------- | ----------- | --- |
| Nasser Zeinalnia    | -48kg (m)   | 8e          | groep B: 4de W van COL Delgado: 4-0 W van TUR Şükrüoğlu: 3-1 V van JPN Kobayashi: 0-4 V van USA Vanni: 0-4 7-8ste plek: V van GDR Anger: 0-4                                              |
| Majid Torkan        | -52kg (m)   | 13e         | groep A: 7de W van TPE Lo: 4-0 W van CAN Woodcroft: 4-0 V van URS Toguzov: 1-3 V van YUG Tstena: 0-4                                                                                      |
| Askari Mohammadian  | -57kg (m)   | Zilver      | groep A: 1ste W van MGL Battuul: 4-0 W van KEN Kimani: 4-0 W van CHN Yongliang: 4-0 W van KOR Noh: 4-0 W van BUL Ivanov: 3-1 finale: V van URS Beloglazov: 1-3                            |
| Akbar Fallah        | -62kg (m)   | 4e          | groep B: 2de W van MLT Farrugia: 4-0 W van KOR Kim: 3-1 W van CAN Bohay: 3-1 W van GDR Polky: 3-1 W van FRG Helmdach: 3-0 V van URS Sarkisyan: 1-3 bronzen finale: V van BUL Shterev: 1-3 |
| Amir Reza Khadem    | -68kg (m)   | 11e         | groep A: 6de W van EGY El-Khodary: 4-0 V van FIN Rauhala: 1-3 W van SYR Wattar: 4-0 V van URS Fadzaev: 1-3                                                                                |
| Ayat Vagozari       | -74kg (m)   | 6e          | groep A: 3de V van URS Varayev: 1-3 W van PAK Anwar: 3-1 W van IND Kumar: 3-1 W van GDR Westendorf: 3-1 W van JPN Hara: 3-1 V van BUL Sofiadi: 0-4 5-6de plek: V van FIN Rauahala: 0-4    |
| Ahmad Afghan        | -82kg (m)   | 11e         | groep A: 6de W van CMR N'To: 4-0 W van ESP Iglesias: 4-0 V van CAN Rinke: 1-3 V van MGL Sükhbat: 0-4                                                                                      |
| Mohamed Reza Tupchi | -90kg (m)   | 17e         | groep B: 9de W van FRG Lukowski: 3-1 V van BUL Alabakov: 1-3 V van KOR Kim: 0-3 |
| Grieks-Romeins      |             |             | |
| Reza Simkhah        | -48kg (m)   | 15e         | groep A: 8ste V van FRG Scherer: 1-3 V van CHN Yang: 0-4 |
| Abdolkarim Kakahaji | -52kg (m)   | 15e         | groep A: 8ste V van FIN Murtoaro: 1-3 V van JPN Miyahara: 1-3 |
| Ahad Pazaj          | -57kg (m)   | 21e         | groep A: 11de V van NOR Sigde: 0-4 V van URS Chestakov: 0-4 |
| Ahad Javansalehi    | -62kg (m)   | 9e          | groep A: 5de V van URS Madzhidov: 1-3 W van TUN Lakhal: 3-0 V van KOR An: 0-4 |
| Masoud Ghadimi      | -68kg (m)   | 21e         | groep A: 11de W van CHN Zhao: 3-1 V van FRA Abrial: 0-4 |
| Reza Andouz         | -74kg (m)   | 17e         | groep B: 9de V van URS Turlykhnov: 0-4 V van TUR Balci: 0-3 |
| Mehdi Moradi Ganjeh | -82kg (m)   | 17e         | groep A: 9de V van BUL Stoykov: 0-3,5 V van SWE Frederiksson: 0-3 |

Afghanistan · Algerije · Amerikaanse Maagdeneilanden · Amerikaans-Samoa · Andorra · Angola · Antigua en Barbuda · Argentinië · Aruba · Australië · Bahama’s · Bahrein · Bangladesh · Barbados · België · Belize · Benin · Bermuda · Bhutan · Birma · Bolivia · Bondsrepubliek Duitsland · Botswana · Brazilië · Britse Maagdeneilanden · Brunei · Bulgarije · Burkina Faso · Canada · Centraal-Afrikaanse Republiek · Chili · China · Chinees Taipei · Colombia · Congo-Brazzaville · Cookeilanden · Costa Rica · Cyprus · Denemarken · Djibouti · Dominicaanse Republiek · Duitse Democratische Republiek · Ecuador · Egypte · El Salvador · Equatoriaal-Guinea · Fiji · Filipijnen · Finland · Frankrijk · Gabon · Gambia · Ghana · Grenada · Griekenland · Groot-Brittannië · Guam · Guatemala · Guinee · Guyana · Haïti · Honduras · Hongarije · Hongkong · Ierland · IJsland · India · Indonesië · Irak · Iran · Israël · Italië · Ivoorkust · Jamaica · Japan · Joegoslavië · Jordanië · Kaaimaneilanden · Kameroen · Kenia · Koeweit · Laos · Lesotho · Libanon · Liberia · Libië · Liechtenstein · Luxemburg · Malawi · Malediven · Maleisië · Mali · Malta · Marokko · Mauritanië · Mauritius · Mexico · Monaco · Mongolië · Mozambique · Nederland · Nederlandse Antillen · Nepal · Nieuw-Zeeland · Niger · Nigeria · Noord-Jemen · Noorwegen · Oeganda · Oman · Oostenrijk · Pakistan · Panama · Papoea-Nieuw-Guinea · Paraguay · Peru · Polen · Portugal · Puerto Rico · Qatar · Roemenië · Rwanda · Saint Vincent en de Grenadines · Salomonseilanden · Samoa · San Marino · Saoedi-Arabië · Senegal · Sierra Leone · Singapore · Soedan · Somalië · Sovjet-Unie · Spanje · Sri Lanka · Suriname · Swaziland · Syrië · Tanzania · Thailand · Togo · Tonga · Trinidad en Tobago · Tsjaad · Tsjecho-Slowakije · Tunesië · Turkije · Uruguay · Vanuatu · Venezuela · Verenigde Arabische Emiraten · Verenigde Staten · Vietnam · Zaïre · Zambia · Zimbabwe · Zuid-Jemen · Zuid-Korea · Zweden · Zwitserland